# Kiril Lazarov
Kiril Lazarov (Veles, Jugoszlávia 1980. május 10. –) macedón kézilabdázó, a HBC Nantes játékosa. Klubcsapatánál, és a válogatottban is a 17-es számú mezt viseli.
Ő az első játékos, aki a Bajnokok Ligájában 1000 gólt szerzett.

## Pályafutása
Lazarov 1991-ben kezdett kézilabdázni szülővárosában, az Ovcse Pole csapatában. 1994-ben igazolt a város legnagyobb csapatába, a Borec Veleszbe. Aztán 18 évesen került először elsőosztályú csapatba, a Peliszter Bitolához. Ezzel az együttessel a három ott eltöltött éve alatt 3-szor meg is nyerte a macedón bajnokságot és a kupát, 1998-ban, 1999-ben és 2000-ben. Ezután figyelt fel rá a horvát nagy csapat, az Badel Zagreb, és leigazolta. Ebben a csapatban két évet játszott, ezalatt kétszer nyerték meg a horvát bajnokságot és a kupát. 2002-ben Európa egyik legjobb csapatához, az abban az évben Bajnokok Ligája döntőt játszó Fotex Veszprémhez szerződött. 
A 2005–2006-os Bajnokok Ligájában az elődöntőig jutott a veszprémi csapattal, és a sorozat gólkirálya lett 85 találattal az MKB Veszprém KC színeiben. Ezután a teljesítmény után több európai nagy csapat is a soraiban szerette volna tudni Lazarovot, hírbe hozták a német SC Magdeburggal, és a spanyol FC Barcelonával is. Négyszeres magyar bajnokként (2003, 2004, 2005, 2006), és négyszeres kupagyőztesként (2003, 2004, 2005, 2007) korábbi klubjába, Zágrábba költözött, amely csapat másik korábbi sztárját, Mirza Džombát is visszacsábította, és komoly tervekkel vágtak a következő idénybe. A zágrábi csapat legeredményesebbje volt, de a Bajnokok Ligája negyeddöntőjén nem sikerült túljutnia egyszer sem.
2010-ben igazolt a spanyol bajnok, korábbi BL-győztes BM Ciudad Real csapatába. A spanyol csapattal bejutott a Bajnokok ligája döntőjébe, ahol az FC Barcelonától szenvedtek vereséget, a spanyol bajnokságban pedig szintén a Barcelona mögött végeztek a második helyen. Az évad végén a csapat pénzügyi gondok miatt megszűnt, a játékosok többsége – így Lazarov is – az újjáalakuló Atlético Madridhoz szerződött. Ez a csapat sem volt hosszú életű, két bajnokság után megszűnt, Lazarov pedig az FC Barcelonához igazolt. Ezzel a csapattal tudott 2015-ben Bajnokok Ligáját nyerni. Ebben a szezonban a 2015. október 4-én lejátszott Pick Szeged elleni mérkőzésen megszerezte 1000. gólját a Bajnokok ligájában, ezzel ő lett az első játékos, aki elérte ezt a határt.
2017 nyarától a francia HBC Nantes játékosa.
A macedón válogatottnak is vezéregyénisége, a világversenyeken rendszeresen ő szerzi csapatának legtöbb gólját. A 2009-es világbajnokságon 11. helyen végzett csapatával, de a 9 mérkőzésen szerzett 92 góljával ő lett a torna gólkirálya. Ennél több gólt egy világbajnokságon azóta sem szereztek. Ugyanígy ő tartja az egy Európa-bajnokságon szerzett legtöbb gól rekordját, a 2012-es Európa-bajnokságon 61 találatot ért el 7 mérkőzésen.

## Sikerei
- Bajnokok Ligája győztese: 2015
- Macedón bajnokság győztese: 1998, 2000
- Horvát bajnokság győztese: 2000, 2001, 2002, 2007, 2008, 2009, 2010
- Magyar bajnokság győztese: 2002, 2003, 2004, 2005, 2006
- Spanyol bajnokság győztese: 2014, 2015, 2016, 2017
- Világbajnokság gólkirálya: 2009, 2017
- Európa-bajnokság gólkirálya: 2012
- Bajnokok Ligája gólkirálya: 2006, 2008